# Orizabus ratcliffei
Orizabus ratcliffei är en skalbaggsart som beskrevs av Juan A. Delgado 2008. Orizabus ratcliffei ingår i släktet Orizabus och familjen Dynastidae. Inga underarter finns listade i Catalogue of Life.